# Me niego
«Me niego» es una canción de la banda mexicana Reik en colaboración del cantante puertorriqueño Ozuna y el rapero y cantante puertorriqueño Wisin. Fue lanzado el 16 de febrero de 2018 como el sencillo principal de su sexto álbum de estudio, Ahora. La canción fue escrita por los miembros de Reik, Jesús Navarro, Julio Ramírez, Gilberto Marín Espinoza, así como por Ozuna, Wisin, Christian Linares y el dúo Los Legendarios.
«Me niego» marca la primera canción de reguetón de Reik, puesto que su género principal es el pop rock. La canción encabezó las listas de Argentina, Bolivia, Colombia, Costa Rica, Guatemala, El Salvador, México y Perú, además es la primera canción de la banda en ingresar al Billboard Hot 100. También sirvió como tema musical de la telenovela mexicana Tenías que ser tú, protagonizada por Ariadne Díaz y Andrés Palacios.

## Antecedentes y lanzamiento
Según el cantante principal de Reik, Jesús Navarro, «[él] era una de esas personas que tienen miedo al cambio», y afirmó  «como artistas pop, debemos aprender de los cantantes urbanos, siempre se están ayudando mutuamente", sin envidia ni nada de eso». Su compañero Gilberto Marín comentó «a veces, experimentar con diferentes cosas y estilos nos alejará de lo que la gente esperaría de nosotros, de lo que Reik suele hacer, pero al mismo tiempo define que nuestro sonido es más universal».  
Mientras los miembros de Reik estaban trabajando en la canción, Ozuna la escuchó y quiso participar, al igual que Wisin más tarde.

## Video musical
El video musical se lanzó en simultáneo con la canción y fue dirigido por Nuno Gómez y filmado en Miami, Estados Unidos. Fue protagonizado por los actores venezolanos Carlos Felipe Álvarez y Ornella de la Rosa, quienes eran pareja en el momento de rodar el video.

## Posicionamiento en listas
| Lista                                 | Mejor posición |
| ------------------------------------- | -------------- |
| Argentina Hot 100 (Billboard)         | 9              |
| Argentina (Monitor Latino)            | 1              |
| Bolivia (Monitor Latino)              | 1              |
| Chile (Monitor Latino)                | 3              |
| Colombia (Monitor Latino)             | 1              |
| Colombia (National-Report)            | 1              |
| Costa Rica (Monitor Latino)           | 1              |
| Ecuador (Monitor Latino)              | 1              |
| Ecuador (National-Report)             | 1              |
| España (Promusicae)                   | 2              |
| El Salvador (Monitor Latino)          | 1              |
| Guatemala (Monitor Latino)            | 1              |
| Billboard Hot 100                     | 77             |
| Hot Latin Songs (Billboard)           | 6              |
| Italia (FIMI)                         | 39             |
| Latin Airplay (Billboard)             | 1              |
| Latin Rhythm Airplay (Billboard)      | 1              |
| México (Monitor Latino)               | 1              |
| Mexico Airplay (Billboard)            | 1              |
| Nicaragua (Monitor Latino)            | 5              |
| Perú (Monitor Latino)                 | 1              |
| Portugal (AFP)                        | 76             |
| República Dominicana (Monitor Latino) | 15             |
| Suiza (Schweizer Hitparade)           | 63             |
| Venezuela (National-Report)           | 20             |
| Venezuela Pop (Monitor Latino)        | 5              |

| Lista (2018)                          | Posición |
| ------------------------------------- | -------- |
| Argentina (Monitor Latino)            | 7        |
| Bolivia (Monitor Latino)              | 5        |
| Chile (Monitor Latino)                | 9        |
| Colombia (Monitor Latino)             | 3        |
| Costa Rica (Monitor Latino)           | 2        |
| El Salvador (Monitor Latino)          | 4        |
| Estados Unidos (Monitor Latino)       | 3        |
| Ecuador (Monitor Latino)              | 13       |
| Guatemala (Monitor Latino)            | 4        |
| Hot Latin Songs Year-End (Billboard)  | 10       |
| Internacional (Monitor Latino)        | 3        |
| Italia (FIMI)                         | 86       |
| México (Monitor Latino)               | 2        |
| Nicaragua (Monitor Latino)            | 15       |
| Panamá (Monitor Latino)               | 12       |
| Paraguay (Monitor Latino)             | 18       |
| Perú (Monitor Latino)                 | 1        |
| República Dominicana (Monitor Latino) | 17       |
| Uruguay (Monitor Latino)              | 8        |
| Venezuela (Monitor Latino)            | 30       |

## Certificaciones
| País           | Certificación                |
| -------------- | ---------------------------- |
| Italia (FIMI)  | Platino                      |
| México         | Diamante + 2 Platino + 1 Oro |
| España         | Platino                      |
| Estados Unidos | 19xPlatino (Latin)           |

## Historial de lanzamiento
| Región | Fecha                 | Versión          | Formato          | Discográfica |
| ------ | --------------------- | ---------------- | ---------------- | ------------ |
| Varias | 16 de febrero de 2018 | Sencillo         | Descarga digital | Sony Latin   |
| Varias | 22 de junio de 2018   | Versión pop      | Descarga digital | Sony Latin   |
| Varias | 22 de junio de 2018   | Versión solo pop | Descarga digital | Sony Latin   |